# Скалиш, Джон
Джон Т. Скалиш (англ. John T. Scalish; 18 сентября 1912, Кливленд, Огайо, США — 26 мая 1975, там же), также известный как Джон Скэлис (англ. John Scalise) — италоамериканский гангстер, был боссом семьи Кливленда (1945—1976). Во время его пребывания на посту босса, самого продолжительного в истории семьи, мафия Кливленда пережила свои «золотые годы». Скалиш умер от осложнений во время операции на сердце. Его смерть привела к восхождению на пост главы кливлендской мафии Джеймса Т. Ликаволи и к кровавой войне банд, по существу уничтожившей некогда могущественную мафиозную семью, которую Скалиш возглавлял более 30 лет.

## Биография
Скалиш родился и вырос в семье бедных сицилийских иммигрантов на углу Восточной 110-й улицы и Кинсман-роуд в тогдашнем итальянском районе Ист-Сайд. Он был шурином Анджело Лонардо, будущего босса кливлендской мафии, и соучастника Милтона Рокмана. Преступную карьеру начал подростком в Банде Мюррей-Хилл. Его неоднократно арестовывали, в том числе за кражи со взломом и грабежи, но осудили лишь раз, в 1934 году, приговорив за ограбление к двум годам тюрьмы, из которых Скалиш отсидел несколько месяцев, после чего его приговор был смягчен губернатором Джорджем Уайтом.
Ещё подростком Скалиш показал себя как жёстким и прагматичным. В юности он охотно общался и дружил с еврейскими детьми из своего района, понимая выгоды от сотрудничества с евреями. Скалиш и позднее, уже возглавив мафию, поддерживал связи с еврейскими преступниками, стремясь увеличить доходы семьи.
В 1932 году Скалиш был арестован вместе со своими приятелями Майше (Милтоном) Рокманом и Алексом (Шондором) Бирнсом за убийство мелкого мафиози. Со временем Бирнс стал одним из главных бандитов Кливленда и деятелей преступного мира, прежде чем в 1975 году его взорвали в собственной машине. Рокман и Скалиш станут деловыми партнёрами и родственниками. Рокман, которого один местный агент ФБР назвал «Меером Лански из Кливленда», женился на сестре Скалиша, а Джон женился на сестре Милтона.
Работая вместе с итальянскими, еврейскими и даже с некоторыми ирландскими гангстерами, Скалиш, начавший свой путь с грабежей и краж со взломом, стал управляющим ряда игорных заведений, принадлежавших еврейскому синдикату Кливленда. Он также стал лейтенантом «Большого Эла» Полицци, которому Фрэнк Милано в 1935 году передал контроль над мафией Кливленда, уехав в Мексику, чтобы избежать судебного преследования за уклонение от уплаты подоходного налога. Полицци покинул Кливленд и семью в середине 1940-х, отсидев в тюрьме два года за незаконную торговлю спиртными напитками. Настало время Скалиша.

## Босс семьи
В 1945 году Скалиш официально сменил Альфреда Полицци на посту главы семьи Кливленда после его ухода на покой и переезд во Флориду. Скалиш оставался боссом в течение следующих 31 года. Во время его правления в качестве босса мафиози Кливленда контролировали азартные игры, ростовщичество и другие виды преступной деятельности, в том числе профсоюзный рэкет, в первую очередь благодаря контролю за профсоюзом водителей в Огайо. Скалиш принёс преступному клану Кливленда длительный период стабильности и свёл насилие к минимуму, больше концентрируясь на расширении влияния и состояния семьи, чем на запугивании и ненужном насилии.
Скалиш построил настоящую империю благодаря инвестициям в кливлендские игорные клубы и автоматы для игры в пинбол, ростовщичеству и доходам кливлендской мафия казино Лас-Вегаса, которые она помогала финансировать. Ведя преступную деятельность не только в Огайо, Скалиш предпочёл остаться в Кливленде, когда другие люди его ранга, такие как Томми Макгинти и Мо Далиц, перебрались в Лас-Вегас. Когда в начале 1950-х годов губернатор Фрэнк Лош закрыл в штате игорные заведения, Скалиш вместе с Рокманом вложился в Buckeye Cigarette Service Company, фирму по установке торговых автоматов, превратив её в высокорентабельный бизнес.
Скалиш жестко контролировал семью, действуя как решительный босс, отправляя «правосудие» быстро и мудро. При этом он позволял своим помощникам зарабатывать деньги на собственной преступной деятельности. Среди них были Джон Демарко, Фрэнк Бранкато и будущий босс семьи Анджело Лонардо (который породнился со Скалишем, женившись на его сестре). Ради сохранения мира Скалиш не старался подмять всю преступную деятельность. Много лет Кливленд был городом, где азартные игры, букмекерство, торговля наркотиками, ростовщичество и другие криминальные предприятия открыты для людей не входящих в семью — в отличие от Чикаго или Нью-Йорка, где любой, кто замешан в крупной преступности, отдает дань уважения правящей клике. Более того, Скалиш, разбогатевший за счёт вложений в законный бизнес, запретил своим помощникам заниматься наркотиками и проституцией. Также он не позволил своим детям — двум сыновьям и дочери — иметь какое-либо отношение к организованной преступности.
По данным ФБР, к 1950-м годам кливлендская мафия достигла своего пика, насчитывая 60 «посвящённых» (полноценных членов) и гораздо больше соучастников. Однако к 1970-м годам количество членов мафии начало уменьшаться, потому что Скалиш не охотно вводил в семью новых членов.

## Влияние и связи
Скалиш пользовался влиянием и уважением среди боссов американской мафии, при этом до 1957 года из-за своего консервативного образа жизни он был малоизвестен за пределами преступного мира. Прославился он как участник нашумевшего совещания лидеров мафии в Апалачине (штат Нью-Йорк) в 1957 году. Скалиш был арестован вместе с примерно 50 другими боссами мафии со всей страны во время знаменитого полицейского рейда на ферме недалеко от Апалачина. На том совещании его сопровождал главный лейтенант Джон Демарко. Скалиш был осуждён за отказ давать показания сенатскому комитету по рэкету о конференции и своём собственном бизнесе; он ссылался на Пятую поправку около 35 раз. Известно что Скалиш входил в состав мафиозной Комиссии, которая отвечала за распределение территорий и урегулирование споров между мафиозными семьями по всей стране. В то время, когда он был лидером семьи, были установлены связи с такими важными фигурами преступного мира, как Шондор Бирнс, Меер Лански и Тони Аккардо. Также кливлендская мафия стала союзником чрезвычайно влиятельных семей Чикаго и Дженовезе.
Скалиш участвовал в обмане казино в Лас-Вегасе (штат Невада), вместе с другими криминальными авторитетами со всех концов Соединенных Штатов тряся казино, такие как Stardust и Desert Inn. Скалиш руководил криминальным бизнесом семьи в Лас-Вегас и Калифорнии, а Мо Далиц, давний партнёр кливлендской мафии, взял на себя управление терпящим неудачу отелем-казино Desert Inn у Багси Сигела. Далиц также руководил развитием других казино, крупной больницы и других проектов в Лас-Вегасе, многие из которых финансировались контролируемым мафией профсоюзом водителей.
Скалиш знал многих видных политиков и судей в Огайо по именам, что помогало семье спокойно вести свои дела в течение многих лет.
26 мая 1976 года Джон Скалиш умер во время операции на сердце в больнице Лейксайд в Кливленде. Он был похоронен на кладбище Голгофы в Кливленде.
Полномасштабная война банд за контроль над рэкетом Кливленда разразилась вскоре после его смерти между Джеймсом Т. Ликаволи, преемником Скалиша, и боссом ирландской мафии Дэнни Грином.